# Coix aquatica
Coix aquatica är en gräsart som beskrevs av William Roxburgh. Coix aquatica ingår i släktet tårgräs, och familjen gräs. Inga underarter finns listade i Catalogue of Life.